# Scolosanthus acanthodes
Scolosanthus acanthodes är en måreväxtart som först beskrevs av Spreng., och fick sitt nu gällande namn av Ignatz Urban. Scolosanthus acanthodes ingår i släktet Scolosanthus och familjen måreväxter. Inga underarter finns listade i Catalogue of Life.